# 九日山
24°57′10″N 118°31′17″E / 24.95278°N 118.52139°E
九日山是位于中国福建省泉州市南安市丰州镇旭山村的一座山。其中，九日山摩崖石刻是全国重点文物保护单位之一。

## 名称由来
关于九日山的名称由来，有两种说法。一种说法是，晋代南移的人每年9月9日都会到这里登高北望。另外传说，古代有个道人自称戴云山最高处到九日山走了9天路程。

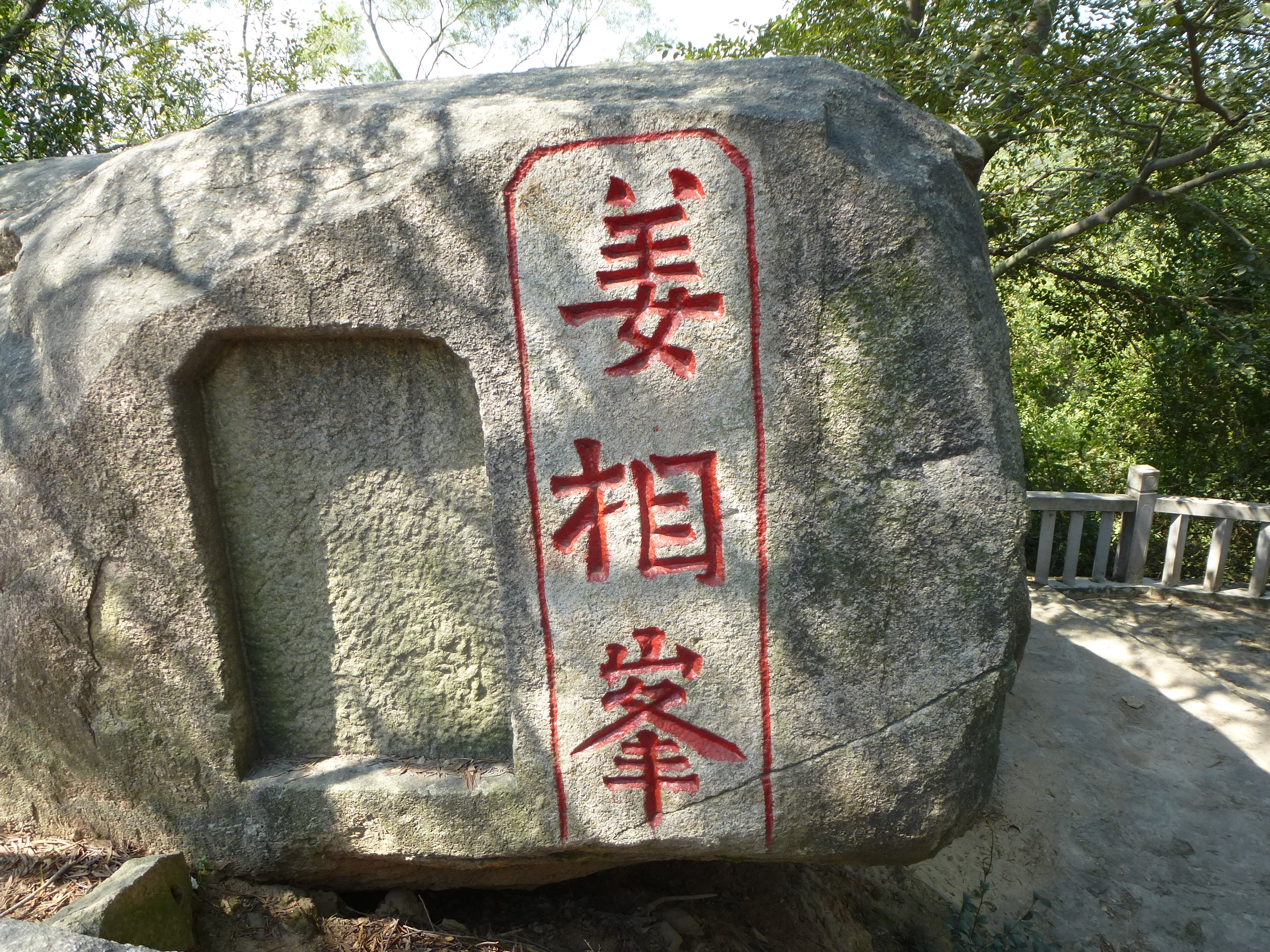
姜相峰

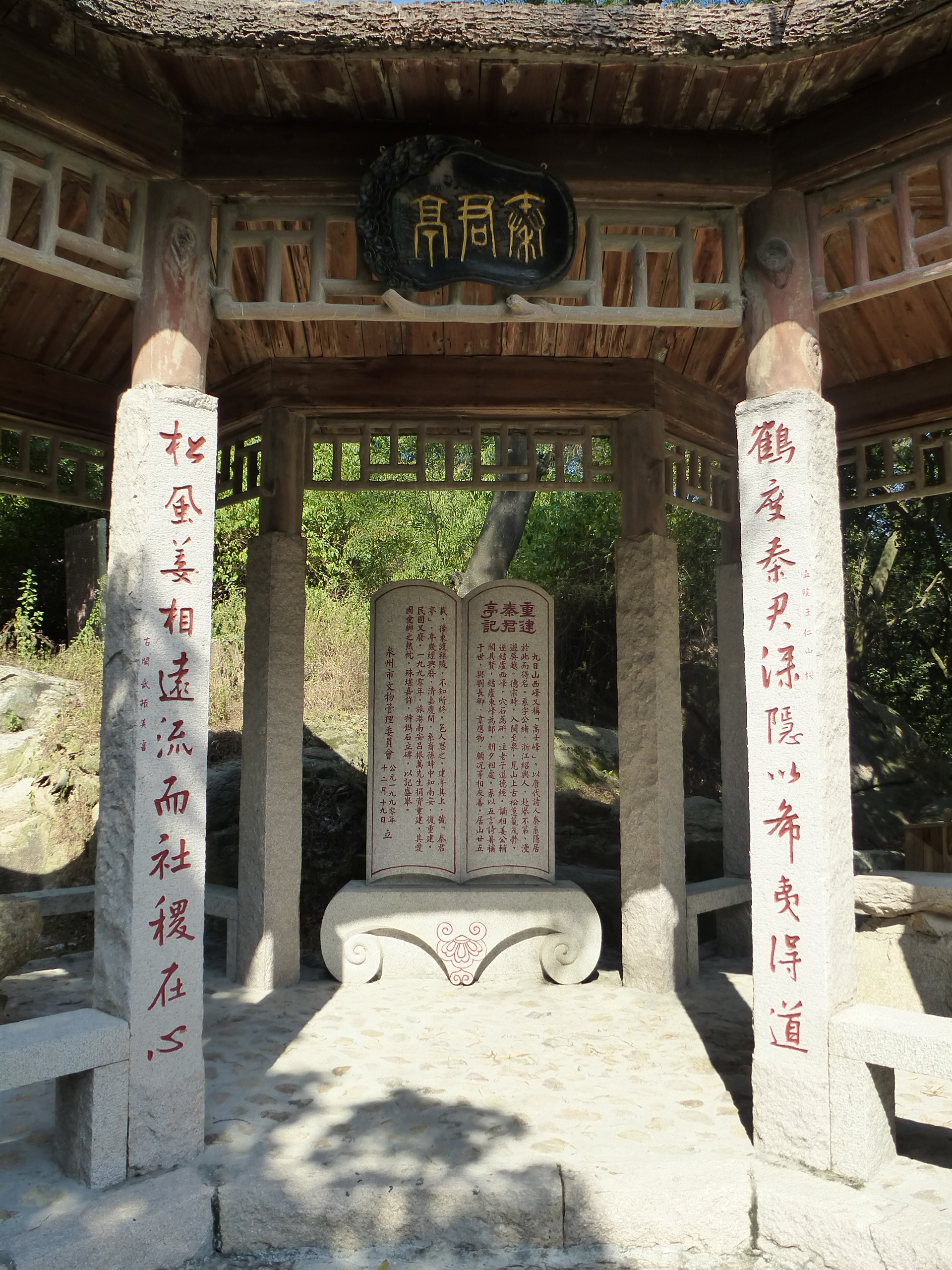
秦君亭

## 历史
北宋乾德三年（965年），南安县城内多火灾，为祈祷控制火灾，在平海军节度使陈洪进的倡议下，于九日山西峰镌造石佛，并留有纪事石刻。
宋朝，九日山达到全盛并有三十六奇景。这一时期的石刻也记录了当时每年在这里举行的“祈风祭祀”。

## 地理
九日山距离泉州市区7.5公里，距大海15公里。
九日山共有东西北三峰。其中东峰姜相峰也称“东台”，因唐朝宰相姜公辅墓葬而得名。又因形如麒麟，俗名麒麟山。西峰高士峰，又称“西台”，因唐朝诗人会稽秦系隐居在这里。

## 摩崖石刻
九日山东西两峰摩崖共留存北宋至清代的题刻75方，以宋刻居多。古人云：“（九日山）山中无石不刻字。”1988年1月，九日山摩崖石刻被列为全国重点文物保护单位。
1991年联合国科教文组织“海上丝绸之路”考察团曾登山参观，并留下20多国专家联合签署的登游纪事摩崖石刻。
- 九日山
- 西峰摩崖石刻
- 西峰摩崖石刻
- 西峰石佛殿
- 石佛殿内石佛
- 东峰摩崖石刻

## 接驳交通
公交站
- 九日山站（始发）：6路、602路、603路
- 九日山站（途径）：K204路（原46路）、K208路、161路（原南安116路）

## 外部連結
[在维基数据编辑]
 《欽定古今圖書集成·方輿彙編·山川典·九日山部》，出自陈梦雷《古今圖書集成》